# シャドウWX
志賀 悟（しが さとる、1969年6月11日 - ）は、日本のプロレスラー。新潟県十日町市出身。初代から受け継ぎ3代目となる現在のリングネームはミスター・ポーゴ。

## 経歴
- 1995年9月、IWA・JAPAN秋田大会のバトルロイヤルでプレデビュー後、11月12日の後楽園ホール大会において、平野勝美を相手に本名の志賀悟でデビュー。1996年にはフリーとなる。この頃は、中牧昭二と行動を共にすることが多かった。
- 1999年から大日本プロレスに所属する。
- ミスター・ポーゴの子分的存在となり、ポーゴの影武者=ポーゴシャドウ→シャドウWXと改名。ポーゴ離脱後はデスマッチで徐々に独自の存在感を露にし、本間朋晃、山川竜司と共に「デスマッチ新世代」を形成するなど、大日本プロレスのデスマッチの歴史において彼を外す事は出来ないと言われる程の実力派デスマッチファイターとまで評されるようになる。蛍光灯や有刺鉄線を始め、画鋲、ファイヤー、チェーンデスマッチ、そして棺桶デスマッチも経験しており、デスマッチにおけるキャリアは大日本トップクラスである。
- 2004年の新潟県中越地震では、自ら率先して被災者救済の為の活動を行い、みちのくプロレス主催のチャリティ興行にも同伴している。
- 2005年、アパッチプロレス軍所属のマンモス佐々木と「チームあんこ型」を結成。
- 2006年1月川崎市体育館大会にて、BJW認定タッグ王座をマッスル＆ファットです。（アブドーラ小林＆関本大介）から奪取。同年12月3日横浜文体で、関本・佐々木義人組に敗れるまで、4回の防衛に成功。
- その後は稲松三郎ら若いデスマッチ世代の台頭を恐れ、マンモスとのタッグを休止し、再びデスマッチ主戦線に絡むようになり、2008年5月4日・桂スタジオ大会で、王者・伊東竜二を倒し、実に8年半ぶり4回目となるBJW認定デスマッチヘビー級王座を獲得した。
- この間、他団体選手の女性スタッフ強制猥褻事件で一度引責辞任した登坂栄児が就いていた統括部長の職を一時的に代行していたが、デスマッチヘビー級王座獲得に伴い、選手活動に専念したいという意向で退任している。この頃は蛍光灯に頼り切った大日本のデスマッチの方向性を疑問視し、蛍光灯の使用本数の削減もしくは蛍光灯の使用・持ち込みそのものを禁止する、レモンやハバネロを原料とするソースなど、食品にその着眼点を置く（デスマッチアイテムとして、ギネス・ワールド・レコーズ認定の世界一辛いトウガラシ「ブート・ジョロキア」を原材料とした「デスソース」を使用した）などデスマッチの方向性を模索したり、加えてデスマッチヘビー級選手権試合の開催数の増加と後楽園・横浜文体以外の地方興行でのタイトルマッチ開催を提案するなど、大日本で登坂に次いだ発言力を持っていた。
- 2013年10月より膝の不調のため欠場。
- 2014年年末付けで、専属選手契約が満了となり大日本プロレスを退団、フリー契約選手となる。
- 2019年9月10日、久々に公の場に姿を現し記者会見を行い、12月に新団体「MLW」[1]を旗揚げし約6年ぶりに現役復帰することを発表した。また欠場以後甲状腺がんや脳梗塞など複数の病気を患い、闘病生活を送っていたことも明らかにした[2]。
- 12月13日、新木場1stRINGにてMLW旗揚げ戦を開催。復帰戦の相手はかつての盟友であるネクロ・ブッチャーが久々の来日。ネクロ自身も現地ではプロレスから離れていたため以前より体重が落ちた体型となっていた。また会場には 佐々木義人が来場し久々に公の前に現れる。
- 2020年4月10日、ステーキハウスリベラでのステーキ大食い選手権に、佐々木義人・美奈子夫婦と共にチャレンジャーとして出場した。その後。美奈子夫婦が離婚したことで動画は削除されている。
- 2021年8月15日、FMW-E大阪大会のメインイベントよりリングネームを師と同じであるミスター・ポーゴ(3代目)に変更。

## タイトル歴
大日本プロレス
- BJW認定デスマッチヘビー級王座
- BJW認定タッグ王座

## 得意技
独創的なプロレスムーヴは特に持っていないが、スタンダードな技を中心とした王道プロレスのようなパワースタイルで戦っているためストロングスタイルにも対応できる幅の広さを持つ。
垂直落下式ブレーンバスター
WXのフィニッシュ・ホールド。大一番では旋回式や連続式も見せる。
ラリアット
手拍子を要求してから放つこともある、カチ上げ気味のラリアット。一試合中に乱発する。
スタナー
ラリアットが合い打ちになった際、すかさずこの技を仕掛ける。
クリップラー・クロスフェイス
クリス・ベノワと同型。フォールをキックアウトした相手にすかさずこの技を仕掛けることが多い。
WXロック
フルネルソン式キャメルクラッチ。ミスター雁之助の使用する涅槃とほぼ同型。
パワーボム
シャドウ・ドライバー
パワーボムの要領で担ぎあげた相手の頭部を両手で掴んで引き込み、開脚ジャンプした自身の股の間に顔面を叩き付ける変形のシットダウン式フェイスバスター。
バイアグラ・スタンプ
餅つき式パワーボムからのシャドウ・ドライバー。
シャドウ・クラッシャー
ブレーンバスターの体勢で持ち上げた相手を反転させてのスタナー。ショット・ガンと同型。
上記通常のスタナーに取って変わられたのか最近ではほとんど使用しない。
XYZ
ファイヤーマンズキャリーの要領で担ぎ上げた相手に放つ旋回式のスタナー。ハワイアン・スマッシャーと同型。
こちらも通常のスタナーに取って変わられたのか最近ではほとんど使用しない。
合体攻撃
マンモスホームラン
マンモス佐々木との合体式。相手の首にイスをかけ、もう1脚のイスで思いっきり叩くマンモスの得意技を双方から行う。
摩周WX
山川竜司との合体技。WXが山川を肩車で担ぎ上げ、山川がコーナー最上段に座らせた相手に雪崩式のダブルアーム・スープレックスを決める。
デスマッチアイテム
屋外ではファイアーデスマッチの経験が豊富なことから油を口に含んで火炎放射するなど火を使った攻撃を得意にしている。

## エピソード
- 顔面にサッカーのサポーターのような逆三角形のペイントを施していたが、近年では素顔のまま試合を行うことも多くなっており、大一番でのみ見られる程度になっている。
- Tシャツを着用してデスマッチを行うことにしばしば批判が集まる存在でもある。しかし近年では試合中に自らTシャツを脱ぎ捨てたり、Tシャツと自肌の間に蛍光灯を入れられ攻撃され、それを受け切るなどTシャツ着用をうまく利用した戦い方を見せている。
- 上記のフェイスペイントを施し、Tシャツを脱ぎ捨てた状態はWXの本気モードと呼ばれ、ここ一番での地力や粘りを見せる試合を展開する。
- 2000年2月に使用する油の量を誤って自身がやけどするだけでなく施設にも類焼させかけてしまい、以降この時の会場であった後楽園ホールでの火気使用が厳禁となり、他施設でも火気に厳しくなってしまった。
- 試合前など、素顔でインタビューを受けている際は常に敬語で非常に大人しく、デスマッチを行うプロレスラーらしからぬ一面を垣間見ることが出来る。
- 自身が作るちゃんこ鍋には、豆腐の代わりに高野豆腐を入れている（理由は「豆腐だと後々崩れるから」）。大日本の道場イベントでもファンに振舞われている。

## リングネーム
今までに用いたことのあるリングネーム
- 志賀悟
- ポーゴシャドウ
- シャドウWX（現在も使用中）

## テーマ曲
- DANGEROUS TONIGHT / アリス・クーパー
- The Grand Master（大日本プロレス ミュージック・ファイル収録）